# Бургриден
Бургриден (њем. Burgrieden) општина је у њемачкој савезној држави Баден-Виртемберг. Једно је од 45 општинских средишта округа Биберах. Према процјени из 2010. у општини је живјело 3.596 становника. Посједује регионалну шифру (AGS) 8426028.

## Географски и демографски подаци
Бургриден се налази у савезној држави Баден-Виртемберг у округу Биберах. Општина се налази на надморској висини од 541 метра. Површина општине износи 21,9 km². У самом мјесту је, према процјени из 2010. године, живјело 3.596 становника. Просјечна густина становништва износи 164 становника/km².

## Међународна сарадња
| Мјесто   | Држава   | Врста сарадње | Од    |
| -------- | -------- | ------------- | ----- |
| Кишдорог | Мађарска | пријатељство  | 1991. |
| Извор    |          |               |       |